# Benzyl fomat

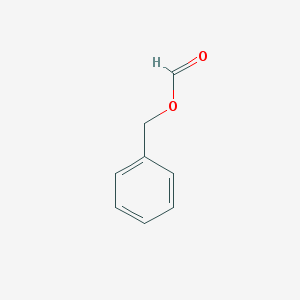

Benzyl fomat là một este có công thức C8H8O2 với khối lượng phân tử là 136,15 g/mol, nhiệt độ sôi là 203 °C. Hợp chất này thuộc nhóm các hợp chất hóa học được biết đến như benzyloxycarbonyls. Đây là những hợp chất hữu cơ chứa một nhóm carbonyl mà được thế bằng một nhóm benzyloxyl.
Nó được tìm thấy trong cà phê và các sản phẩm thuộc cà phê. Benzyl fomat còn tồn tại trong tinh dầu, có trong hoa anh đào, hoa quả, cà phê, trà, hoa quả có màu vàng, quả mọng nước, hoa hồng, trái Cherry, Sôcôla, mật ong, hạt điều, đào, mận, khi nhai kẹo cao su, phụ gia thực phẩm và các thực phẩm khác.jd x
Nó được sử dụng trong việc tạo nên các hương vị và trong công nghiệp thực phẩm.
Benzyl fomat là một chất lỏng không màu, không độc, không hòa tan trong nước, hòa tan trong dung môi hữu cơ, dầu.
Lưu ý khi sử dụng: giữ ở nơi mát mẻ và khô ráo, bảo vệ khỏi ánh nắng trực tiếp mặt trời. Bảo quản được trong hơn 24 tháng, chất lượng nên được kiểm tra trước khi sử dụng.

### Các nhóm thay thế
- Benzyloxycarbonyl
- Este axit carboxylic
- Axit monocarboxylic hoặc dẫn xuất
- Dẫn xuất acid carboxylic
- Hợp chất oxy hữu cơ
- Oxit hữu cơ
- Dẫn xuất hydrocarbon
- Hợp chất Organooxygen
- Nhóm Carbonyl
- Hợp chất đồng phân thơm thơm